# Beornwulf di Mercia
Beornwulf (... – 826) fu re di Mercia dall'823 all'825 o 826 (anno in cui fu assassinato). Il suo breve regno segnò il collasso della Mercia e della sua posizione dominante tra i regni anglosassoni dell'eptarchia del medioevo inglese.
Non si conoscono i suoi antenati: due uomini di nome Beornwulf compaiono, rispettivamente, nell'epoca di Coenwulf e in quella di Ceolwulf (quindi dall'812 all'823), ma pare che nessuno dei due avesse un rango particolarmente elevato. 
Beornwulf salì sul trono di Mercia nell'823. Nell'825 fu sconfitto nella battaglia di Ellandun da re Egbert del Wessex. In seguito, Egbert si impossessò del Kent e scacciò il suo re filo-merciano, Baldred. Sulla scia di questi eventi, il dominio merciano sull'Inghilterra meridionale andò dissolvendosi rapidamente. Nell'826 Beornwulf fu ucciso mentre tentava di sedare una rivolta.